# September Mornings
 (juillet 2021).
September Mornings (Manhãs de Setembro) est une série télévisée brésilienne en 5 épisodes de 28-37 minutes, créé par Luís Pinheiro et Dainara Toffoli et diffusée entre le 25 juin 2021 partout dans le monde sur le service Prime Video, incluant les pays francophones,.

## Synopsis
September Mornings raconte l'histoire de Cassandra, une femme transgenre travaillant comme livreuse pour une application mobile. Vivant actuellement à São Paulo, elle a dû quitter sa ville natale pour poursuivre son rêve de devenir chanteuse de reprise de Vanusa, une chanteuse brésilienne des années 1970. Après avoir lutté pendant de nombreuses années, elle a enfin trouvé son propre appartement et est amoureuse d'Ivaldo. Les choses se compliquent lorsqu'une ex-petite amie, Leide, réintègre sa vie avec un garçon qui prétend être son fils.

## Épisodes

### Saison 1
1. Juste pour cette nuit
2. Arrête de m'appeler papa !
3. Gersinho
4. C'est à prendre ou à laisser
5. C'est ça, ma belle, profite !

### Saison 2
1. Vie de famille?
2. Le Bazar, une tradition brésilienne
3. Spectacle !
4. Plutôt mourir debout
5. Chanson !
6. C'est pas ça, la vie